# Vòrtex d'Abrikóssov

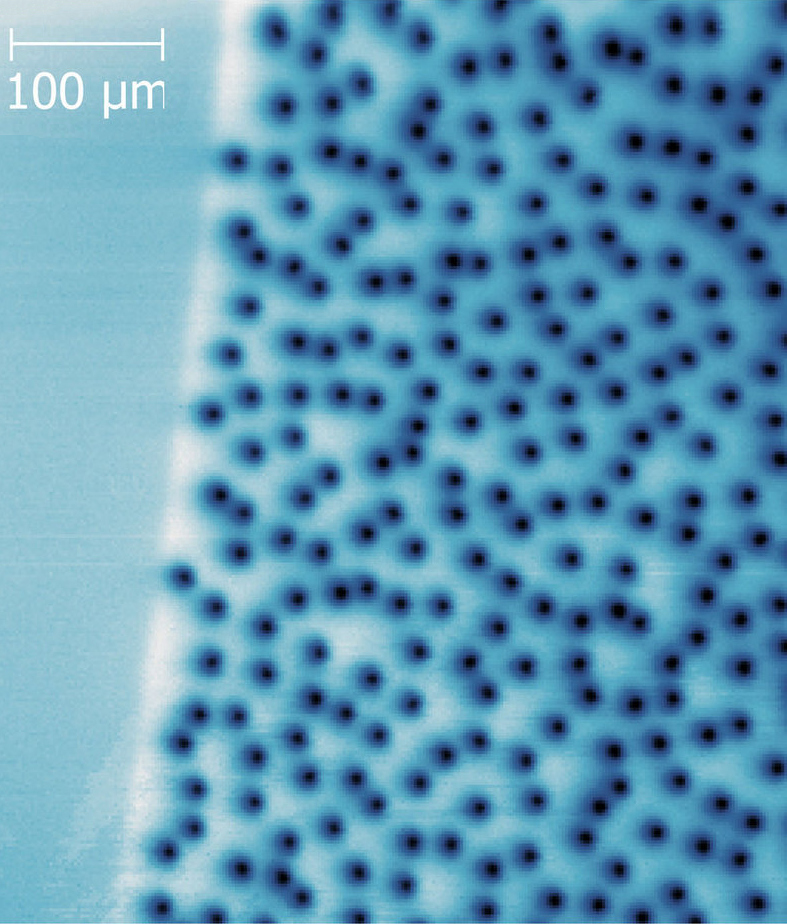
Vòrtexs en una pel·lícula YBCO de 200 nm de gruix capturada per microscòpia d'escaneig SQUID

En superconductivitat, el fluxó (també anomenat vòrtex d'Abrikóssov i vòrtex quàntic) és un vòrtex de supercorrent en un superconductor de tipus II, utilitzat per Aleksei Abrikóssov per explicar el comportament magnètic dels superconductors de tipus II. Els vòrtexs d'Abrikóssov es produeixen genèricament a la teoria de la superconductivitat de Ginsburg-Landau.
La solució és una combinació de solució de fluxó de Fritz London, combinada amb un concepte de nucli de vòrtex quàntic de Lars Onsager.
En el vòrtex quàntic , el supercorrent circula al voltant del nucli normal (és a dir, no superconductor) del vòrtex. El nucli té una mida {\displaystyle \sim \xi } — la longitud de la coherència superconductora (paràmetre d'una teoria de Ginsburg-Landau). Els supercorrents decauen a la distància aproximadament {\displaystyle \lambda } (Profunditat de penetració de London) des del nucli. Tingueu en compte que en els superconductors de tipus II {\displaystyle \lambda >\xi /{\sqrt {2}}}. Els supercorrents circulants indueixen camps magnètics amb el flux total igual a un quàntic de flux únic {\displaystyle \Phi _{0}}. Per tant, un vòrtex d'Abrikóssov sovint s'anomena fluxó.

La distribució del camp magnètic d'un únic vòrtex lluny del seu nucli es pot descriure amb la mateixa equació que en el fluxoide de London
on {\displaystyle K_{0}(z)} és una funció de Bessel d'ordre zero. Tingueu en compte que, segons la fórmula anterior, a {\displaystyle r\to 0} el camp magnètic {\displaystyle B(r)\propto \ln(\lambda /r)}, és a dir, divergeix logarítmicament. En realitat, per {\displaystyle r\lesssim \xi } el camp ve donat simplement per
on κ = λ/ξ es coneix com el paràmetre de Ginsburg-Landau, que ha de ser {\displaystyle \kappa >1/{\sqrt {2}}} en superconductors tipus II.